# Sheriff of Nottingham
Sheriff of Nottingham ist ein Kartenspiel aus dem Jahr 2014 für 3 bis 5 Spieler. Die Autoren sind Sérgio Halaban und André Zatz, die Gestaltung stammt von Lorraine Schleter und David Sladek. In Deutschland erschien es bei Arcane Wonders.